# De ziener (stripalbum)
De ziener is het negentiende stripalbum in de Asterix-stripreeks van René Goscinny en Albert Uderzo.

## Verhaal
Een stormachtige nacht drijft alle Galliërs bijeen in de hut van Heroïx (behalve Panoramix, die naar een druïdebijeenkomst is). Een bijzonder harde donderklap jaagt iedereen de stuipen op het lijf en een sinistere figuur verschijnt in de deuropening. De man, die zichzelf voorstelt als een verdwaalde reiziger overvallen door het noodweer, wordt op een kom geitenmelk vergast (terwijl Obelix het everzwijn verschalkt). Hij introduceert zich als de ziener Xynix (Frans: Prolix). Iedereen wordt door bijgelovigheid bevangen; Asterix is de enige die het niet vertrouwt. Toch krijgt Xynix de anderen zo ver dat hij de toekomst in de darmen van een vis leest. Hij voorspelt dat het weer zal opklaren en dat er een vechtpartij zal uitbreken. Volgens Asterix kun je uit de ingewanden van de vis alleen voorspellen dat je ziek wordt door de vis op te eten - want de vis is niet vers. Dat resulteert in de voorspelde knokpartij en de andere voorspelling komt natuurlijk ook uit - na regen komt zonneschijn.  Asterix verklaart dat het noemen van de vis van Kostunrix altijd resulteert in een knokpartij.
Hoewel Asterix doorheeft dat deze ziener een bedrieger is, zijn de meeste andere Galliërs overtuigd van wat de ziener hen vertelt. Vooral Bellefleur is overtuigd van de gave van de ziener en overtuigt hem in de buurt van het dorp te blijven, zodat de dorpelingen hem om advies kunnen vragen (en hij zichzelf kan verrijken met eten, drinken en uiteindelijk geld). Tegen Asterix probeert iedereen de lippen stijf te houden en ook Obelix wordt in het ongewisse gelaten, uit angst dat de ziener door beiden wordt verjaagd (zeker omdat de ziener dreigde Idéfix te doden om de toekomst te bekijken in diens ingewanden).
Als Asterix en Obelix iedereen om de haverklap met goederen naar het bos zien trekken, raakt Obelix, hongerig naar everzwijn en afkerig van de geheimzinnigheid, het beu en trekt het bos in. Hij vindt de ziener, maar Xynix weet hem (vanuit een positie in een boom) eveneens te paaien door te vertellen over een knappe roodharige vrouw (die Obelix bij zijn terugkeer met de vrouw van Nestorix associeert). 
Asterix gaat uiteindelijk zelf kijken en vindt de plek waar Xynix audiëntie hield verlaten, net als Bellefleur komt en in paniek terugrent naar het dorp, verkondigend dat Asterix de ziener had verjaagd en rampspoed hen te beurt zou vallen.
Enkele mijlen verderop, in het Romeinse garnizoen Petibonum, wordt een zenuwachtige Xynix voor de kampcommandant geleid, en probeert eerst zich als "eenvoudig ziener" met mooie visioenen vrij te kopen. Caesar heeft echter bevolen alle zieners op te pakken voor slavenarbeid (en zichzelf veilig te stellen van kwade auguren), waarop Xynix paniekerig de show laat vallen. Maar alle proeven spreken hem tegen, tot hij laat ontvallen de Galliërs met zijn voorspellingen in de zak te hebben. Dit valt niet in dovemansoren en de centurio stuurt Xynix op weg naar het dorp.
Met veel drama verklaart een gespeeld misnoegde Xynix dat het dorp vervloekt is en 'stinkende dampen uit de diepten' hen zullen verjagen. De dorpelingen (exclusief Asterix en indirect Obelix) slaan in paniek en Heroïx geeft orders het dorp te evacueren naar een eiland even uit de kust (tot ongenoegen van Bellefleur, die liever naar Homeopatix was getrokken in Lutetia). Asterix, Obelix en Idéfix verschuilen zich in het bos, terwijl de centurio, gevolgd door de optio en het garnizoen zelf, het dorp bezet. De centurio laat een koerier naar Rome zenden om Julius Caesar te melden dat 'héél Gallië' eindelijk bezet is.
Panoramix, die net op dat moment als overwinnaar terugkeert van de bijeenkomst in het gebied van de Carnutes, wordt in snel tempo op de hoogte gebracht. Samen besluiten ze zowel de bijgelovige stamgenoten als de Romeinen een lesje te leren en Panoramix maakt een stinkend brouwsel dat het effect dat Xynix voorspelde verwezenlijkt. Kakofonix, die even terug was gekeerd om zijn citer te gaan halen, vertelt de dorpelingen wat hij rook en iedereen denkt hetzelfde als de centurio: Xynix moet een echte ziener zijn. 
De Romeinen evacueren op hun beurt in stilte het dorp, waarna de centurio de ziener honderduit begint te manipuleren om zijn toekomst te helpen bepalen en Caesar uiteindelijk van de troon te stoten.
Ondertussen hebben de Galliërs letterlijk kennisgenomen van de ware toedracht in het dorp en keren naar het dorp terug. Maar lang niet iedereen is overtuigd dat Xynix een bedrieger is: vooral de vrouwen, aan wie alleen maar voorspoed en rijkdom werd voorspeld, blijven sceptisch. Asterix besluit hen te ontnuchteren door de vrouwen voorop te laten en het Romeinse kamp te overvallen.
Xynix is zichtbaar verbaasd de Galliërs voor hem te zien staan, wat hem op een fikse mep van Bellefleurs deegrol komt te staan (en de centurio eveneens). De vrouwen, bijgestaan door de mannen, vegen het garnizoen op een hoopje: Obelix droomt zelfs weg bij de elegantie die de vrouw van Nestorix erbij demonstreert. Tevreden keren de vrouwen en hun mannen terug naar het dorp. Daar vinden ze een gezant van Julius Caesar, die is gekomen om vast te stellen dat eindelijk heel Gallië bezet is. Heroïx gooit hem eruit. 
De voorspelling van Asterix dat het verhaal zou eindigen met een traditioneel feestmaal komt gelukkig uit. Voor Xynix en de centurio krijgt het verhaal nog een eigen staartje, want de afgevaardigde van Caesar is ondertussen, bont en blauw geslagen, aangekomen in het verwoeste kamp en degradeert de centurio prompt tot legionair. De optio, die tot dan steeds werd afgewimpeld, ziet geen reden meer om Xynix iets ten laste te leggen (na voordien op elk moment dat hij maar kon te hebben voorgesteld Xynix in de boeien te slaan), laat staan bevelen van een legionair te moeten aanvaarden. Xynix wordt terstond verjaagd, terwijl de voormalige centurio bevolen wordt het kamp schoon te vegen. Beseffend hoeveel geluk hij heeft, zweert de ziener zich van bedriegerijen te onthouden 'op straffe van de goden', waarop hij wederom door een stortbui overvallen wordt, als om zijn woorden te logenstraffen.
Na de regen komt deze keer maneschijn, als het traditionele feestmaal in volle gang is en het verhaal besluit.

## Personages
- Xynix, de ziener. Zijn naam betekent letterlijk 'ik zie niets' ("'k zie niks").
- Centurio Motus, de kampcommandant die zich laat beïnvloeden door Xynix en zijn strepen verliest.
- De optio, de adjudant van de centurio, die Xynix steevast in de boeien wil slaan en niet snapt waarom de centurio hem lijkt te geloven en op het einde hem toch laat gaan.
- Claudius Blocus, afgevaardigde van Rome, die er door de dorpelingen wordt uitgegooid en bij de centurio verhaal komt halen om hem prompt te degraderen.

## Achtergrond
- Een deel van de plot werd later tot de animatiefilm Asterix en de knallende ketel verfilmd, een film die ook elementen uit De strijd van de stamhoofden ontleent.
- De centurio kwam ook voor in de tekenfilm Asterix en de knallende ketel. De Romeinse generaal Motus in de tekenfilm Asterix en de Britten droeg hetzelfde uiterlijk. Zijn bijnaam hierin was "beitelneus".
- In het verhaal worden diverse zieners voorgesteld en hoe zij de toekomst denken te kunnen lezen (zoals in de vlucht van zwaluwen, ganzenlevers of in geurende rook). Er worden ook enigszins profetische invalshoeken aan het lijstje toegevoegd die volgens de auteur 'naar het rijk der fabelen' verwezen mogen worden en over moderne architectuur gaan. Dat deze eigenlijk allemaal kwakzalvers zijn met overtuigende acteerkunsten wordt aangegeven door de ziener die Caesar raadpleegt en stelt dat 'zolang Brutus aan zijn zijde is hij niets te vrezen heeft'. 
  - In deze uitleg voorspelt één ziener een groot landhuis. Dit is het huis van tekenaar Uderzo zelf.[1]
- Xynix stelt op een gegeven moment zijn 'leesvoer' bij de visboeren te halen, een allusie dat hij in de ingewanden van dieren kan lezen én dat men vaak placht vis in krantenpapier te wikkelen bij verkoop.
- Het veelgodendom wordt bij het verhaal betrokken als de dorpelingen in het begin diverse goden aanhalen uit de eigen religie. Toutatis, Belenos, Borvo, Epona en nog diverse anderen passeren aldus de revue.
- In het album wordt allusie gemaakt op de gevoelens tussen Obelix en de vrouw van Nestorix, al blijven die vooral beperkt tot dagdromen voor Obelix. In Obelix & Co. speelt de vrouw er wel ietwat op in om zelf geld te verdienen en enkele rollen kledingstof af te bietsen die Obelix in het verhaal onder ieders neus vandaan koopt.
- Het is de tweede keer dat Panoramix als winnaar van de druïdewedstrijd terugkeert. De vorige keer was dat in Asterix en de Goten en won hij een gouden menhir (klein handformaat). In dit verhaal is het een massief gouden ketel.
- Wanneer de dorpelingen het effect van de stinkende drank van Panoramix zullen ondergaan, plaatst iedereen zich als ware het voor een groepsfotograaf. Iedereen behalve Heroïx (die staand op zijn schild boven de wolk uitkijkt) wordt door de wolk van stank bevangen, die vraagt wat er gebeurd is. Een van zijn dragers vindt dat Heroïx 'zich maar eens vaker over hun problemen diende te buigen'.
- Kostunrix is ook onaangedaan door de stank, maar Hoefnix vermoedt dat de vis die hij gevangen heeft enkele plaatjes terug met diens eigen geur hem immuun voor de stank heeft gemaakt, wat de smid prompt op een mep met de vis komt te staan en het dorp in een gevecht weer de oude wordt.
- Dit is een van de weinige albums waarin een Romeinse onderofficier als optio aangeduid wordt, hoewel dit toch een vrij cruciale rang was in het Romeinse leger. De meeste onderofficieren in de stripreeks worden niet bij hun rang genoemd of worden als decurio omschreven, terwijl de laatste rang eigenlijk die van een cavaleriecommandant was.
- De scène waarin Xynix de vis ontleedt is een parodie op De anatomische les van Dr. Nicolaes Tulp van Rembrandt.